# 須田祐介
須田 祐介（すだ ゆうすけ、1988年12月24日 - ）は、日本の男性俳優、声優。秋田県大曲市（現大仙市）出身。アプトプロ所属。

## 来歴
青年座研究所35期卒業。2011年4月1日から劇団青年座演技部に所属していた。
2024年3月5日よりアプトプロ所属になる。

## 人物
特技・趣味は知らない土地の散策 、1人飲みで良さそうなお店を探すこと 、ラーメン屋巡り、動画編集、球技全般。

## 出演
太字はメインキャラクター。

### 舞台
- 青年座公演
  - 2023年『時をちぎれ』（東京芸術劇場シアターウエスト）　藤大翔役
  - 2022年『ある王妃の死』（東京芸術劇場シアターウエスト）　世子役
  - 2021年『ズベズダ-荒野より宙へ-』（シアタートラム）　ヘルムート・グレトルップ、セミョーン・コスベルグ　役
  - 2018年『残り火』（ザ・スズナリ）-藤田一俊 役
  - 2013年『夜明けに消えた』（青年座劇場） - 弱虫 役
  - 2013年『横濱短篇ホテル』（紀伊國屋ホール） - ケンタ 役
  - 2012年『赤シャツ』（全国公演） - 武右衛門 役
  - 2012年『国境のある家』（青年座劇場） - 若い男 役
  - 2011年『妻と社長と九ちゃん』（全国公演） - 前田章介 役

- 外部出演
  - 2013年『白雲を望む』（(スタジオ公演)青年座劇場）
  - 2012年『雷鳴』（(スタジオ公演)青年座劇場）
  - 2017年 『眞田風雲録』（(スタジオ公演)青年座劇場）
  - 2022年『 CARONTE　～帰宙～』コロス　2022年11月2日〜3日　（(東京芸術劇場シアターウエスト)）

### テレビドラマ
- 愛・命 〜新宿歌舞伎町駆け込み寺〜（2011年12月17日、テレビ朝日）
- 月曜ゴールデン「遺品整理人 谷崎藍子」（2015年7月27日、毎日放送） - 中野 役
- PICU 小児集中治療室  第4話（2022年10月31日、フジテレビ）- 大学病院の関係者 役
- 育休刑事 第1話（2023年4月18日、NHK総合・NHK BS4K）- 井手口岳 役

### ナレーション
- 大曲農業高校130周年記念特別番組「農業と海の未来を守る　高校生たちの挑戦」秋田テレビ　2023年1月28日

### テレビアニメ
2013年
- 義風堂々!! 兼続と慶次（手下）
- 恋愛ラボ（男子）

2014年
- ガンダム Gのレコンギスタ（ケルベス・ヨー）
- ピンポン THE ANIMATION（毛利）

2015年
- アルスラーン戦記（兵士）

2016年
- アイドルメモリーズ（若者）
- 僕だけがいない街

2017年
- ロクでなし魔術講師と禁忌教典（ロッド＝リブリー、アルフ＝モッブス）
- デジモンユニバース アプリモンスターズ（アルノークーゲル）
- 将国のアルタイル（市民F）

2018年
- DOUBLE DECKER! ダグ&キリル（男子生徒A）

2020年
- ハイキュー!! TO THE TOP（舞子侑志）
- ドラゴンクエスト ダイの大冒険 (2020)（モンスター）

2021年
- すばらしきこのせかい The Animation（ソウタ）

2025年
- 青のミブロ（家臣）
- ロックは淑女の嗜みでして（眼鏡男）

### 劇場アニメ
- 夜は短し歩けよ乙女（2017年、局長もどき）
- 夜明け告げるルーのうた（2017年、海老名水産職員）
- Gのレコンギスタ I - V（2019年 - 2022年、ケルベス・ヨー） - 5作品

### Webアニメ
- ヘタリア The World Twinkle（2015年、ニコニコ共和国[8]、悪魔部下）

### ゲーム
- スーパーロボット大戦X（2018年、ケルベス・ヨー）
- ストレンジャー オブ パラダイス ファイナルファンタジー オリジン（2022年、ジェド）

### 吹き替え

#### 映画
- アトラクション -制圧- （グーグル）
- アトラクション -侵略- （グーグル）
- Okja/オクジャ
- オーシャンズ8（ボーイ1[9]）
- キャンディージャー
- 今日、キミに会えたら（ジェイコブ）※Netflix
- グレイハウンド（ナイストロム）
- ザ・テキサス・レンジャー（マクナブ）
- 死霊高校（プライス）
- ジャッキー・チェンの必殺鉄指拳（豚児[10]） ※BD新録版
- ジュマンジ/ウェルカム・トゥ・ジャングル（ファスフェルド〈マイケル・シャケット〉[11]）
- ニード・フォー・スピード（リトル・ピート〈ハリソン・ギルバートソン〉[12]）
- パッケージ オレたちの“珍”騒動（ドニー）※Netflix
- パーティで女の子に話しかけるには（スラップ）
- パチャママ（伝令）
- マンチェスター・バイ・ザ・シー（ジョエル）
- ファーストマッチ
- ファースト・マン（グアイマス）
- フライトナイト（エド・トンプソン）
- ブラック・ファイル 野心の代償
- 女神の見えざる手（フランクリン）
- レイルロードタイガー（サンライズ）
- ワイルドスピード／ファイャーブースト (2023年5月19日公開) (ボーイ)

#### ドラマ
- アウトキャスト
- ヴィクトリアス（ショーン）
- 宇宙船レッド・ドワーフ号 シーズン11 #3（スナッキー）
- うわさのツインズ リブとマディ（ジョーイ・ルーニー〈ジョーイ・ブラッグ〉[4]）
- エレメンタリー ホームズ&ワトソン in NY
- 金田一少年の事件簿「獄門塾殺人事件」（陳剣隆〈RYU〉）（2014年1月4日、日本テレビ）[13]
- 刑事フォイル
- グッド・ドクター 名医の条件
- クリミナルマインド10
- ザ・ミスト （エイドリアン）※Netflix
- ザ・リターン（サイモン〈マット・ヴァイロ〉）
- シリコンバレー（チアン・ヤン）
- 人狼 ※Netflix
- 戦争と平和 （ペーチャ）
- TEEN WOLF （スタイルズ〈ディラン・オブライエン〉)
- 超ゲーマー伝説（ロドニー）
- チャン・オクチョン（ヤングン）
- テッド・ザ・ドラマシリーズ（マイク、アンドリュー）
- BAY 3 (エイドリアン)
- BULL / ブル 法廷を操る男
- ピオリアのプリンス（ラファエル）
- ファントム・パピーズ（エドウィン）※Netflix
- プロジェクト・ランウェイ16（ディヨンテ・ウェザー）
- ブロードチャーチ3 〜殺意の町〜（レオ・ハンフリーズ）
- ボバ・フェット/The Book of Boba Fett （ルーク・スカイウォーカー〈マーク・ハミル〉）
- マンダロリアン（ルーク・スカイウォーカー〈マーク・ハミル〉）
- MAJOR CRIMES〜重大犯罪課（ラスティ〈グレアム・パトリック・マーティン〉[4][14]）
- ルーク・ケイジ
- ワンディ 家族のうた

#### アニメ
- 怪盗グルーのミニオン超変身[15]（モスコヴィッチ）
- コウノトリ大作戦（サイクル男）
- サウスパーク（カイル・ブロフロフスキー、ティミー・バーチ、イェーツ刑事、ハリス刑事、ピグレット）※Netflix版
- スマーフ スマーフェットと秘密の大冒険
- スモールフット（ゴング男）
- フリージ（男性アナウンサー、警察官、郵便配達員、婚活男子A、父親B、競売司会者、バイヤーB）
- ペット（コリー）
- ペット2（ビーグル、コットン[16]）
- モンスター・ホテル クルーズ船の恋は危険がいっぱい?!（オーストリア少年）